# Maranatarörelsen
Maranatarörelsen är en kristen pentekostal friförsamlingsrörelse. Ordet Marana'ta! är arameiska och betyder ungefär "Du vår herre, kom!". Det användes av de första kristna, särskilt i samband med nattvarden, som en bön om Jesu snara återkomst.
År 1959 besökte pingstpastorn Donald Bergagård norska Maran Atas möten i Oslo. Han blev gripen av Maranataväckelsen och bestämde sig för att sprida den vidare i Sverige. År 1960 var han med om att bilda den första svenska maranataförsamlingen i Örebro. Flera spektakulära väckelsemöten runt om i Sverige samlade ett stort antal människor. Den omtalade sångarpredikanten Målle Lindberg landade till exempel i Örnsköldsvik hängande från en helikopter.
Från början var rörelsen löst organiserad och 1967 splittrades den i olika riktningar. Donald Bergagård och Erik Gunnar Eriksson bröt med Stockholmsförsamlingen ledd av Arne Imsen. År 1968 fanns 15 maranataförsamlingar i Sverige, det största antalet under rörelsens historia. Året därpå hade det halverats till sju stycken.
År 1981 fanns bara två församlingar kvar i den inre kretsen kring Imsen och tidningen Midnattsropet. Imsen var starkt polemisk mot alla andra trossamfund och församlingsrörelser än den egna. Han och hans anhängare bildade kommuniteter eller storfamiljer. De demonstrerade under många år från 1980-talet och framåt, senast 2004 och 2005, utanför Storkyrkan i Stockholm när Kärlekens mässa hölls där.
Maranata anser att homosexuella handlingar strider mot den kristna läran (men inte att läggningen i sig är syndig). Maranatarörelsen är mot abort. De anser inte att evolutionen har hänt. Maranata förespråkar även att det ska vara tillåtet att aga sina barn eftersom de anser att Guds bud i det fallet står över lagen. I ett uttalande från Maranataförsamlingen i Stockholm 2016 angav man att rörelsen inte agar barn, men att man i sak ifrågasätter all lagstiftning med syfte att försvaga familjens roll i samhället.